# ياسمين بنت سالم بن علي
ياسمين بنت سالم بن علي بن البيطار الخزيمية، وكنيتها أم عبد الله، هي مُحدثة من القرن السابع الهجري أخت المسند ظفر الدين الذي روى لنا عنه الأبرقوهي، وتوفيت يوم عاشوراء 10 محرم 634 هـ.

## روايتها للحديث النبوي
- روت جزءً عن أبي المظفر هبة الله ابن الشبلي، تفردت به.[2]
- حدث عنها: تقي الدين بن الواسطي، وابن الزين، وجمال الدين أبو بكر الشريشي، وابن بلبان، وجماعة.[3][4]
- وبالإجازة: القاضي ابن سعد، والمطعم، وأبو بكر بن عبد الدائم، والبهاء بن عساكر، وابن الشحنة وآخرون.[5]